# Croatia Film
Croatia Film d.o.o. (раніше Croatia Film d.d.) — державна компанія з виробництва та прокату фільмів, що базується в Загребі (Хорватія). Заснована у 1946 році , коли Хорватія була частиною колишньої Югославії.
Компанія випустила єдині в регіоні анімаційні фільми на сьогоднішній день протягом 1980-х і 1990-х років, усі режисера Мілан Блажекович :Чудовий ліс і Дивовижні пригоди малого Хлапича.   
«Croatia Film» також брала участь у двох анімаційних телевізійних серіалах:  у 2000 році   та сатиричному Lapitch з 2005 року.
В США в кінцевих титрах Чудовий ліс назва Croatia Film пишеться як одне слово. 

## Історія
1946 році компанія отримала назву «Компанія з розповсюдження фільмів» у Загребі, потім «Film», а потім «Sava film», назва «Croatia film», яку компанія носить з 18 вересня 1954 року. З 1946 по 1970 рік компанія була єдиним дистриб'ютором та імпортером фільмів у Хорватії. Наприкінці 1960-х фільм Хорватія розпочав власне кіновиробництво. Деякі фільми цієї компанії:    
- Любов і деякі лайки, 1969
- Хто співає зло, той не думає, 1970.
- Компанія Пере Квржиця, 1970
- Жива правда, 1972
- Жити з любові, 1973
- Зйомки, 1977